# Dzsefatnebti
Dzsefatnebti (ḏf3.t-nb.tỉ; „A Két Úrnő táplál”) ókori egyiptomi királyné volt a III. dinasztia vége felé. Egy Elephantinében talált edényen említik, egy évszámmal kapcsolatban, de az edény töredékes, a kontextus nem megfejthető. Az edény a III. dinasztia végére datálható, ennek alapján Dzsefatnebti talán Huni fáraó felesége volt; egyetlen címe rajta „a jogar úrnője” (wr.t-ḥts).